# Nikolái Tarakanov
Nikolái Dmitrievich Tarakanov  (nacido el 19 de mayo de 1934) es un exmilitar soviético, doctor en ciencias técnicas, miembro del Presidium de la Academia Rusa de Ciencias Naturales, fundador y presidente del Consejo de Coordinación del Trust del Club Presidencial, Centro para la Protección Social de las Personas con Discapacidad, miembro de la Unión de Escritores Rusos, ganador del Premio Literario Internacional MA Sholokhov.
Tarakanov dirigió una operación de tres meses para retirar los restos radiactivos de las zonas peligrosas de la central nuclear de Chernóbil,  así como los trabajos de restauración tras el terremoto de Spitak. En etapas posteriores de su vida, quedó discapacitado debido a las consecuencias de su exposición a la radiación en Chernóbil.  

## Primeros años y educación
Tarakanov nació en el pueblo de Gremyachye (ahora distrito de Khokholsky, óblast de Vorónezh ) en una familia de campesinos. Su padre era Dmitry Tikhonovich Tarakanov, un veterano de la Guerra Civil Rusa, la Guerra de Invierno y la Segunda Guerra Mundial, y su madre era Natalia Vasilyevna. 
En 1953 se graduó en la escuela secundaria de Gremyachensk y luego en la Escuela Técnica Militar de Járkov. Sirvió en la escuela, más tarde en el regimiento Bandera Roja de tropas de defensa civil (la ciudad de Meref) como comandante de un pelotón eléctrico.  
En 1963 se graduó en ingeniería mecánica en el Instituto de Automóviles y Carreteras de Járkov. Sirvió en Saratov como ingeniero de regimiento. En 1967 se convirtió en profesor en la Escuela Militar de Defensa Civil de Moscú.  En 1972 se graduó en la Academia de Ingeniería Militar de Kuibyshev en Moscú. 

## Carrera
Tarakanov sirvió como especialista en el Comité Técnico Militar de las Fuerzas de Defensa Civil de la URSS, luego en el Instituto de Investigación Científica de Defensa Civil de toda la Unión (incluso como Primer Subjefe del Instituto), Subjefe del Estado Mayor de Defensa Civil de la RSFSR. 
En 1986 dirigió la operación para retirar elementos altamente radiactivos de zonas altamente peligrosas de la central nuclear de Chernóbil. Incluidos los fragmentos de grafito del núcleo del reactor RBMK

Para mí y para mis soldados, hasta mi muerte, el desastre de Chernóbil será uno de los eventos más trágicos en mis 37 años de servicio.
Llegué allí en el mes de junio de 1986, cuando todavía reinaba una confusión total después de la mayor catástrofe en nuestro planeta.
— N. D. Tarakanov
En 1988, dirigió las labores de rescate tras el terremoto de Spitak. 
  Spitak resultó ser mucho más terrible que Chernóbil.
¡En Chernóbil, recibías tu dosis y podías estar sano, porque la radiación es el enemigo invisible !
Y aquí — cuerpos destrozados, gemidos bajo los escombros... Por lo tanto, nuestra tarea principal no era solo ayudar y sacar a los vivos de entre los escombros, sino también enterrar a los muertos. Fotografíamos y registramos en un álbum del personal todos los cadáveres no identificados y los enterramos con números.
Cuando las personas afectadas por el terremoto regresaron de los hospitales, comenzaron a buscar a sus familiares fallecidos y acudieron a nosotros. Les proporcionamos fotos para la identificación. Luego exhumamos a los identificados de las tumbas y los enterramos de manera humana, de forma cristiana. Esto duró seis meses...
A finales del año pasado, cuando se cumplían diez años de la tragedia, visitamos Spitak y observamos su actual condición miserable. Los armenios entienden que, con el colapso de la Unión Soviética, ellos perdieron más que nadie. De la noche a la mañana, el programa para restaurar el destruido Spitak, Leninakan, y la región de Akhuryan colapsó. Ahora están terminando de reconstruir lo que Rusia y las demás repúblicas de la URSS estaban reconstruyendo.
— N. D. Tarakanov
En junio de 2019, en una entrevista con el canal de televisión Dozhd, al hablar de la serie de HBO Chernobyl, dijo que había perdido los ahorros que había guardado para el tratamiento. 
 
Según Tarakanov, por su liderazgo en la operación del accidente de Chernóbil le fue otorgado el título de Héroe de la Unión Soviética. El general dijo esto en una entrevista con el periodista Alexey Pivovarov. Pero después, como dice Tarakanov, del conflicto con el jefe del Estado Mayor del distrito militar de Kiev, el general Fedorov, fue eliminado de la lista. 

### Familia
Tarakanov se casó con Zoya Ivanovna, una médica. Tuvieron una hija, Yelena, que se convirtió en médico. 

## Premios
- Medalla Jubilar "En Conmemoración del Centenario del Nacimiento de Vladímir Ilich Lenin"
- Orden "Por el Servicio a la Patria en las Fuerzas Armadas de la URSS", grado III (1975), grado II (1987)
- Orden de la Estrella Roja (1982)
- Orden de la Insignia de Honor (1988)
- Orden de la Amistad (1995)
- Medalla "Veterano de las Fuerzas Armadas de la URSS"
- Medallas conmemorativas "40 años de las Fuerzas Armadas de la URSS", "50 años de las Fuerzas Armadas de la URSS", "60 años de las Fuerzas Armadas de la URSS", "70 años de las Fuerzas Armadas de la URSS", "60 años de la Victoria en la Gran Guerra Patria (1941-1945), "65 años de la Victoria en la Gran Guerra Patria (1941-1945)".
- Medalla "Por Servicio Impecable" 1, 2 y 3 grados
- Medalla "75 Años de Defensa Civil"

### Premios públicos
- Orden "Por la Salvación de la Vida en la Tierra" (en la cinta verde)
- Orden "Orgullo de Rusia" (en una cinta roja)
- Orden "Por el Servicio a la Patria" grados III y I (en cinta)
- Orden del "Valor Civil"
- Orden "Defensores de la Patria" (blanca)
- Freeman (Orden de la Estrella de Plata "Reconocimiento público")
- Orden del Mérito (Orden del Ministro de Situaciones de Emergencia Shoigu)
- La medalla de oro del ganador del Premio Literario Internacional M.A. Sholokhov
- La medalla de oro de Serguéi Yesenin
- Medalla de Oro "Abogado Honorario"
- Medalla de Oro "Ganador del Premio Literario Estrella de Chernóbil"

Medallas por la lealtad a la Patria, Pacificador, Tierra Rusa, Medalla Bunin, Medalla de Plata de la Academia Rusa de Ciencias Naturales, por los méritos en el renacimiento de la nación para ellos. Pedro el Grande, 20 años del desastre de Chernóbil, Por lealtad al deber, Por méritos en el campo de la medicina veterinaria, George Zhukov, 55 años de la organización de escritores de la ciudad de Moscú, 40º Ejército de Afganistán, Medalla. Roentgen (Alemania). 

## En la cultura popular
En la serie de televisión de HBO Chernobyl, Tarakanov es interpretado por el actor inglés Ralph Ineson. Tarakanov elogió la serie, calificándola de "trabajo brillante",  y también elogió la interpretación del actor británico que lo interpretó en la serie. 
 

## Publicaciones
Fuente: Catálogos electrónicos del NNB

### Artículos científicos
- Maksimov, MT, Tarakanov, ND, Experiencia en el uso de medios y métodos técnicos para gestionar las consecuencias del accidente en la central nuclear de Chernóbil / Ed. edición. VL Govorova. - M.: stroiizdat, 1990. - 137 págs.
- Tarakanov ND Mecanización compleja de operaciones de rescate y rescate de emergencia y recuperación. - M.: Energoatomizdat, 1984. - 304 pág. - (Defensa Civil de la URSS).

### Libros
- Tarakanov N. D. Two tragedies of the XX century. [The explosion of the nuclei. reactor at Chernobyl. NPP and the Spitak earthquake]: Dokum. to lead - M.: Owls. writer, 1992. - 431 p. - ISBN 5-265-02615-0
- Tarakanov N. D. Living memory. reflections on time and on human destiny... / comp. A. Pekarsky. - Ed. 2nd, add. [and pre.]. - M.: Voenizdat Branch, 2006. - 488 p. - ISBN 5-203-02811-2
- Tarakanov N. D. Notes of the Russian General. Fav. works: In 3 tons. - M.: 4th fil. Military Publishing, 1998.
  - Vol. 1: Hell's End
  - Vol. 2: Coffins on the shoulders
  - Vol. 3: The Abyss
- Tarakanov N. D. Notes of the Russian General. [selected works]. - M.: Branch of Voenizdat, 2007.
  - Vol. 1: Hell's End
  - Vol. 2: And the Earth opened up
  - Vol. 3: The Catcher in the Lie...
- N. D. Tarakanov. And the two destinies became one fate...: a literary collection of arts. - M.: Voenizdat branch, 2008. - 175 p. - ISBN 5-203-02753-X
- Tarakanov N. D. When the mountains cry. - M.: Dignity, 2014. - 294 p. - ISBN 978-5-904552-35-0
- Tarakanov N. D. Hope of Russia. - M.: B.i., 2004. - 472 p. - BBK Ш6 (2 = Р) 75-491
- Tarakanov N. D. Under the constellation of the Bull. Field. meditations. - M.: Inter-Libra, 2003. - 279 p. - ISBN 5-86490-093-14 (err.)
- N. D. Tarakanov. Break: [Earthquake in Armenia, 7 Dec. 1988]. - M.: Military Publishing, 1991. - 192 p. - ISBN 5-203-01243-1
- Tarakanov N. D. Russian knot. Prince thinking - 2nd ed., [Add.]. - M.: Military Publishing, 2002. - 615 p. - ISBN 5-86490-117-X
- Tarakanov N. D. Chernobyl notes, or Reflections on morality. - M.: Military Publishing, 1989. - 208 p. - ISBN 5-203-00716-0
- Tskhinval: a chronicle of Georgian aggression. documentary collection / under total. ed. N. D. Tarakanova. - Ed. 2nd, add. - M.: Presidential Club "Trust", 2009. - 272 p. - ISBN 5-203-02765-8
- "Chernobyl Signal"; "The dead judge the living"; "The dead are not silent"; “At the turn of the millennium. Fracture "; "Fracture"; "Graphite"; "Soldiers of the Fatherland"; “Vivat to President Putin!”; "President Putin in the new version"; "Sonkino Lake"

### Apariciones en televisión
- Programa de televisión de la Fuerza Aérea
- Chernóbil: Crónica del silencio
- Buenos días (con Arina Sharapova y Larisa Verbitskaya)
- Noche en Voronezh (1992)
- ¡Ir! ¡Clase! TV (encargado por ORT, 1997)
- Héroe del día con Svetlana Sorokina ( NTV, 1998)
- Testigo del siglo (NTV, 2000)
- Perdona con Andrey Rasbash ( Canal Uno, 2005)
- Iglesia y Paz (21 de junio de 2014)
- Masculino y Femenino (ORT - Canal 1, 20 de febrero de 2015)